# Пшеничная крупа
Пшеничная крупа — крупа из твёрдых сортов пшеницы. 
В России пшеничную крупу вырабатывают трех видов: «Полтавская», «Артек» и манная.

## Описание
| Вид          | Характеристика |
| ------------ | --- |
| «Полтавская» | Крупа № 1 (крупная) — зерно пшеницы, освобожденное от зародыша и частично от плодовых и семенных оболочек, зашлифованное, удлиненной формы с закругленными концами                                                 |
| «Полтавская» | Крупа № 2 (средняя) — частицы дробленого зерна пшеницы, полностью освобождённые от зародыша и частично от плодовых и семенных оболочек, зашлифованные, овальной формы с закругленными концами                      |
| «Полтавская» | Крупа № 3 (средняя) и 4 (мелкая) — частицы дробленого зерна пшеницы различной величины, полностью освобождённые от зародыша и частично от плодовых и семенных оболочек. Частицы крупы округлой формы и зашлифованы |
| «Артек»      | Частицы мелкодробленого зерна пшеницы, освобождённые полностью от зародыша и частично от плодовых и семенных оболочек. Частицы крупы зашлифованы                                                                   |

| Вид и номер крупы | Диаметр отверстий в мм двух смежных сит | Диаметр отверстий в мм двух смежных сит | Номер прохода и схода двух смежных сит, %, не менее |
|                   | для определения                         |                                         |                                                     |
|                   | прохода                                 | схода                                   |                                                     |
| «Полтавская»:     |                                         |                                         | 80                                                  |
| крупная N 1       | 3,5                                     | 3,0                                     | 80                                                  |
| средняя N 2       | 3,0                                     | 2,5                                     | 80                                                  |
| средняя N 3       | 2,5                                     | 2,0                                     | 80                                                  |
| мелкая N 4        | 2,0                                     | 1,5                                     | 80                                                  |
| «Артек»           | 1,5                                     | -                                       | 80                                                  |

## Применение
Крупную полтавскую крупу используют для приготовления супа или гарнира, мелкую — для приготовления каши и биточков. Крупу «Артек» применяют для приготовления жидких и густых молочных каш, запеканок, биточков.

## В культуре
Крупа «Артек» упоминается в рассказе «Дядя Павел истопник» из цикла «Денискины рассказы» Виктора Драгунского:

— Вы крупу «Артек» уже брали? — спросила [Мария Петровна] деловито.
— Нет, — сказала мама.
— Напрасно, — упрекнула ее Мария Петровна. — Из крупы «Артек» варят очень полезную кашу. Вот Дениске, например, не мешало бы поправиться. Я три пачки взяла!